# Alekszandr Gennagyjevics Anyukov
Alekszandr Anyukov (oroszul: Александр Геннадьевич Анюков; Szamara, 1982. szeptember 28. –) orosz válogatott labdarúgó. Pályafutását a PFK Krilja Szovetov Szamara csapatában kezdte. 2005-ben igazolt a Zenyithez. 2004 óta tagja az orosz nemzeti tizenegynek. 2008-ban UEFA-kupát és UEFA-szuperkupát nyert a Zenyittel.